# René Robert Cavelier de La Salle
René Robert Cavelier de La Salle (Rouen, 22 novembre 1643 – Huntsville, 19 marzo 1687) è stato un esploratore francese.
Esplorò la regione dei Grandi laghi, sita al confine degli attuali Stati Uniti e del Canada, ed il corso del fiume Mississippi.

## Biografia

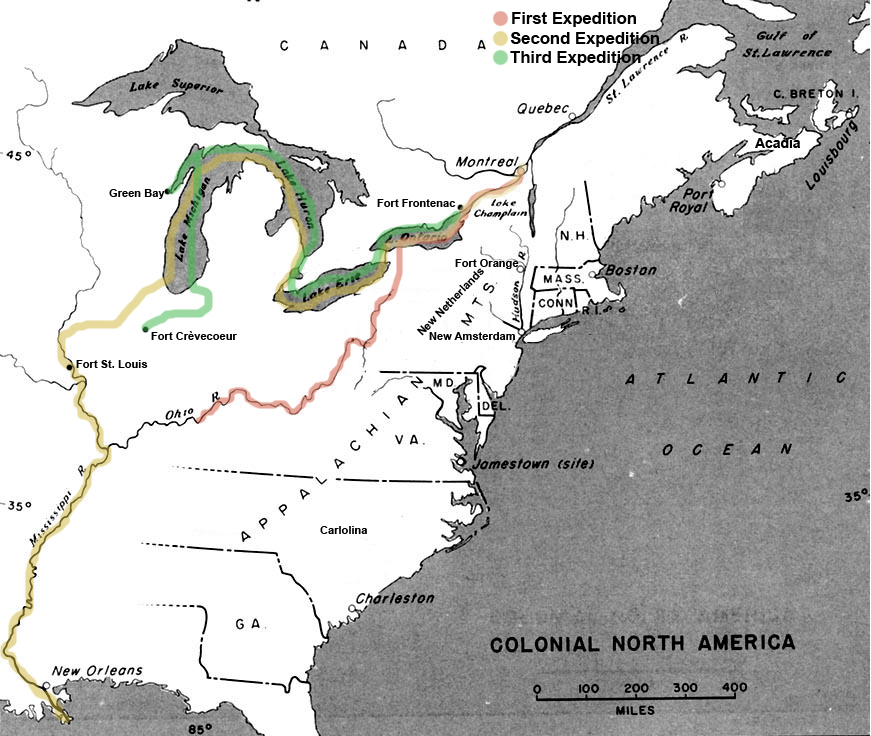
Cartina delle sue spedizioni

Novizio nella Compagnia di Gesù presso la quale aveva preso i voti nel 1660, chiese poi di essere sciolto dal suo voto, cosa che ottenne il 27 marzo del 1667. Libero dai voti intraprese il suo primo viaggio in America, nello stesso anno, sbarcando nella colonia di Nuova Francia a Montréal, dove suo fratello Jean, prete, era arrivato l'anno precedente. Occupò delle terre a sud-ovest dell'Isola di Notre-Dame, nell'attuale Montreal, alle quali diede il nome La Cina a seguito del suo desiderio di andare a civilizzare la Cina.
Nel 1669, finanziò una piccola spedizione che esplorò i laghi Ontario ed Erie. Esplorò poi i fiumi Ohio e Mississippi con un piccolo gruppo costituito da cinque canoe e quindici uomini oltre ad altre tre canoe in cui presero posto lui stesso, padre Dollier de Casson ed altri sette uomini.
Nel 1674, fondò Forte Frontenac vicino a Kingston sul lago Ontario, che costituì il primo elemento di un commercio di pelli di bisonte. Al forte venne dato il nome del governatore francese della Nuova Francia, Louis de Buade de Frontenac. Ritornò quindi in Francia (1674-1675), dove chiese ed ottenne il riconoscimento, tramite l'appoggio di Frontenac, non soltanto della concessione per il commercio delle pelli ma anche il permesso di costruire dei forti di frontiera e un titolo nobiliare.
Al suo ritorno in Nuova Francia venne accompagnato da Henri de Tonti che si unì alle sue esplorazioni. Il 7 agosto 1678, La Salle e de Tonti salparono con la nave Le Griffon, che avevano fatto costruire nelle vicinanze delle Cascate del Niagara, divenendo così i primi navigatori a solcare le acque dei laghi Erie, Huron e Michigan.
Dopo altre esplorazioni nella zona dei Grandi laghi, nel 1680, La Salle intraprese un'esplorazione del fiume Mississippi con un gruppo composto da ventitré francesi e diciotto amerindi. Discese il fiume Mississippi fino a giungere, 1682, nel Golfo del Messico. Il 9 aprile conquistò un vasto territorio costiero al quale diede il nome Louisiane in onore del re Luigi XIV di Francia. Egli prese possesso del territorio sul quale pose una targa ed una croce rivendicandone il possesso alla Francia. Il re, venutone a conoscenza, scrisse al governatore di La Barre che: "questa scoperta è inutile e occorrerà evitare in seguito di farne delle altre simili", anche se gli ordinò di tornare sul luogo e di impiantarvi una colonia.
Nel 1683, durante il viaggio di ritorno, egli costituì un nuovo forte a Starved Rock sul Illinois, dove lascio Tonti per ritornare in Francia, onde ottenere l'autorizzazione a costruire un porto alla foce del Mississippi in modo da sviluppare il commercio delle pelli in concorrenza con quello dei gesuiti del Québec.
Il re Luigi XIV, a cui la Spagna aveva dichiarato guerra nel 1683, sostenne la sua idea di inviare una spedizione per assicurare una maggiore influenza della Francia sui territori dell'America del nord e di sorvegliare le miniere d'argento del Messico che rimpinguavano le casse di Carlo II di Spagna. La Salle partì quindi dal porto di La Rochelle il 24 luglio 1684 con il titolo di governatore della Louisiana francese ed al comando di quattro navi che trasportavano 300 coloni oltre a delle truppe armate. Il re aveva concesso soltanto due navi e la Salle dovette noleggiarne altre due per poter trasportare tutti i membri della spedizione oltre alle provviste e alle attrezzature necessarie per costituire la colonia.
La spedizione sarà avversata da attacchi dei pirati e da errori di navigazione. Una nave viene catturata dai pirati e le altre tre oltrepassano la foce del Mississippi e giungono alla baia di Matagorda in Texas. La Salle si accorge dell'errore e decide di fare una sosta nella baia prima di ripartire, ma un'imbarcazione si arena sui bassi fondali. Egli decide così di impiantare Fort Saint Louis, in quello che oggi è il Texas. Una nave, scaricate le provviste, fa ritorno in Francia e La Salle rimane con una sola imbarcazione. Egli si dirige quindi verso est per cercare la foce del Mississippi, ma per sua sfortuna si trova ad oltre 600 km da essa. La sua nave viene investita da una tempesta ed egli riesce a mettersi in salvo con una trentina di uomini nel febbraio del 1686. Decide quindi di proseguire via terra ma i suoi uomini si ammutinano e lo uccidono il 19 marzo del 1687 presso Navasota in Texas.